# Iglesia de la Santísima Trinidad (Minsk)
La Iglesia de la Santísima Trinidad (en bielorruso: Касцёл Найсвяцейшай Тройцы) también conocida como "Iglesia de San Roque en la Colina de Oro" es una iglesia católica en la ciudad de Minsk, la capital del país europeo de Bielorrusia fue terminada de construir y consagrada en el año 1864. En la década de 1930, la iglesia fue cerrada y los objetos de valor saqueados por las autoridades soviéticas. La renovación de la iglesia comenzó en 1983.